# Audrey Azoulay
Pour les articles homonymes, voir Azoulay.
Audrey Azoulay, née le 4 août 1972 à La Celle-Saint-Cloud (Yvelines), est une haute fonctionnaire et femme politique française.
Après avoir exercé plusieurs postes de direction au sein du Centre national du cinéma et de l'image animée (CNC) à partir de 2006, elle est la conseillère culturelle du président de la République François Hollande entre 2014 et 2016, puis ministre de la Culture et de la Communication entre 2016 et 2017.
Depuis 2017, elle est directrice générale de l'Organisation des Nations unies pour l'éducation, la science et la culture (Unesco).

## Biographie

### Enfance et famille
Audrey Azoulay, née à La Celle-Saint-Cloud dans une famille juive marocaine originaire d'Essaouira,, est la fille du journaliste et homme politique marocain André Azoulay — vice-président exécutif de la banque Paribas jusqu'en 1990 et conseiller des rois du Maroc Hassan II puis Mohammed VI à partir de 1999
, — et de la femme de lettres Katia Brami. Sa tante, Éliane Azoulay, est journaliste au magazine Télérama. Elle indique avoir « grandi dans un milieu très à gauche », dans le quartier de Beaugrenelle à Paris avec ses deux sœurs aînées : Judith, qui a travaillé au sein de l'Association française d'action artistique (AFAA), et Sabrina, qui est productrice.
Elle ne possède pas la nationalité marocaine, contrairement à ses parents,.
De son mariage avec François-Xavier Labarraque, enseignant et consultant, sont nés un fils et une fille,.

### Formation
Audrey Azoulay étudie au lycée Janson-de-Sailly de la 6e à la terminale sans discontinuer. Elle est titulaire d'une maîtrise de sciences de gestion de l'université Paris-Dauphine (1994) et d'un master en administration des affaires (MBA) de l’université de Lancaster (Royaume-Uni),. Elle travaille durant ses études dans une banque, ce qu'elle indique avoir « détesté ».
Elle est élève de l'Institut d'études politiques de Paris, section « Service public » en 1996, où elle rencontre son futur époux. Elle entre ensuite à l'École nationale d'administration (ENA) au sein de la promotion Averroès (1998-2000). Elle dit y avoir « découvert […] l'antisémitisme vieille France ».

### Militantisme et positionnement
Elle s'engage dans l'antifascisme au lycée et indique avoir participé aux manifestations contre le projet de loi Devaquet en 1986, contre le plan Juppé de 1995 et contre la présence de Jean-Marie Le Pen au second tour de l'élection présidentielle de 2002.
Interrogée sur ses modèles, elle cite Simone Veil et Jean Zay.

### Haute fonctionnaire dans le secteur des médias (2000-2014)

#### À la direction du développement des médias (2000-2003)
À sa sortie de l'ENA en 2000, Audrey Azoulay est nommée administratrice civile, affectée au secrétariat général du gouvernement. D'avril 2000 à juillet 2003, elle occupe les fonctions d'adjointe, puis de chef du bureau du secteur audiovisuel public, chargée de la stratégie et du financement des organismes du secteur à la direction du développement des médias (devenue direction générale des Médias et des Industries culturelles). Dans le même temps, elle effectue des missions d'expertise sur les médias pour la Commission européenne dans le cadre de programmes de pré-adhésion.

#### À l'IEP de Paris et à la Chambre régionale des comptes d'Île-de-France (2003-2006)
À partir de 2003, elle est chargée de conférence en stratégie des médias et financement de l'audiovisuel et du cinéma à l'IEP de Paris. De septembre 2003 à février 2006, elle est rapporteur à la Chambre régionale des comptes d’Île-de-France et auprès du Comité d'enquête sur le coût et le rendement des services publics.
En 2004, elle figure dans la distribution du film Le Grand Rôle de Steve Suissa, où elle joue l'assistante du réalisateur,.

#### Au Centre national du cinéma et de l'image animée (CNC) (2006-2014)
Elle rejoint le Centre national du cinéma et de l'image animée (CNC) en février 2006 en tant que directrice adjointe de l'audiovisuel. En mai 2007, elle est nommée directrice financière et juridique au CNC. Le président du CNC, Éric Garandeau, la promeut directrice générale déléguée en 2011, chargée notamment du secteur de l'audiovisuel et du numérique,.
En 2006, le Premier ministre Dominique de Villepin lui propose d'intégrer son cabinet mais elle préfère poursuivre sa carrière dans le milieu du cinéma.
Au début de son mandat présidentiel, François Hollande la recommande plusieurs fois à la ministre de la Culture Aurélie Filippetti à l’occasion de nominations à venir.

### Au sein de l'exécutif sous la présidence de François Hollande (2014-2017)
Elle est conseillère du président de la République François Hollande, chargée de la culture et de la communication de 2014 à 2016, puis ministre de la Culture dans le second gouvernement de Manuel Valls et celui de Bernard Cazeneuve.

#### Conseillère «culture et communication» à l'Élysée (2014-2016)
L'ayant rencontrée par l'entremise de la présidente du CNC Frédérique Bredin, François Hollande la nomme conseillère « culture et communication » le 1er septembre 2014, en remplacement de David Kessler. Elle est notamment chargée des nominations et des dossiers concernant la place de la France sur le marché de l'audiovisuel et du cinéma en voie de dérégulation, les intermittents du spectacle et la Haute Autorité pour la diffusion des œuvres et la protection des droits sur internet (HADOPI) ; elle accompagne également François Hollande pour des sorties culturelles,. Elle suggère au Président de la République la création d'une fondation pour la protection du patrimoine dans les zones de conflit, qui verra le jour sous le nom d'ALIPH, le 8 mars 2017, alors qu'elle est ministre de la Culture. En février 2015, elle fait la une de L'Obs pour incarner « la jeune garde du président » qui fait l'objet d'une enquête de Serge Raffy,.

#### Ministre de la Culture (2016-2017)

##### Nomination

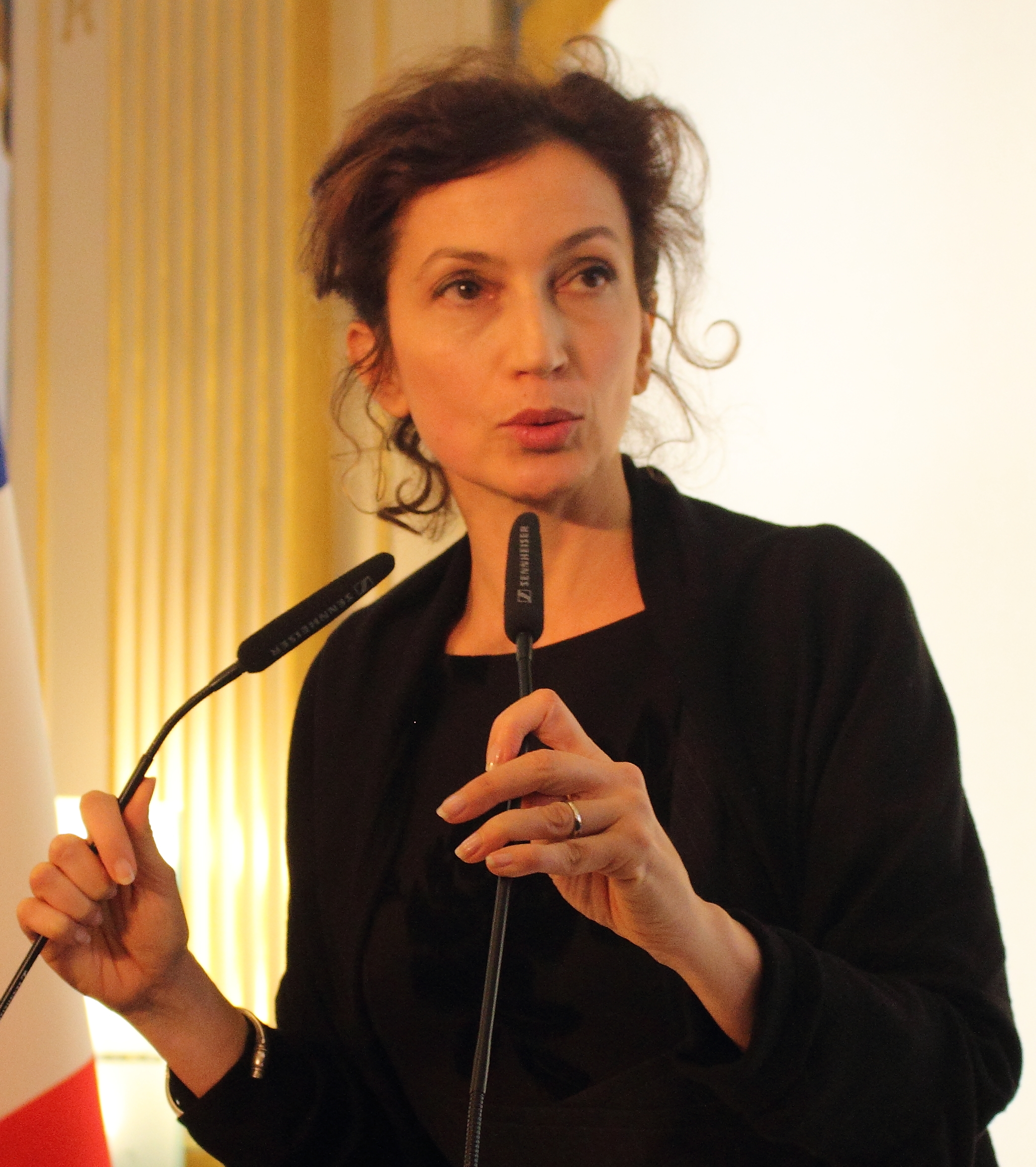
Audrey Azoulay lors de la passation de pouvoir en 2016.

Audrey Azoulay est nommée ministre de la Culture dans le gouvernement Manuel Valls lors du remaniement ministériel du 11 février 2016 en remplacement de Fleur Pellerin, dont elle était la condisciple à l'ENA. Elle est la troisième personne à occuper cette fonction sous la présidence de François Hollande après Aurélie Filippetti et Fleur Pellerin, et la première femme à passer sans transition du palais de l'Élysée au gouvernement sous la Cinquième République,. Après sa nomination, certains observateurs la comparent à Emmanuel Macron pour plusieurs raisons : tous deux sont passés du palais de l'Élysée au gouvernement, n'ont jamais été élus et ne sont pas adhérents au Parti socialiste,,. Pour Nicolas Beau, « Najat Vallaud-Belkacem, Myriam El Khomri et Audrey Azoulay, les cadettes du gouvernement, sont utilisées par le pouvoir de gauche en peine de renouvellement pour donner l'illusion d'un rajeunissement et d'un métissage ».
En tant que conseillère chargée de la culture auprès de François Hollande, elle participe elle-même à la recherche d'une remplaçante à Fleur Pellerin, mise en cause pour sa communication, et se voit proposer la fonction par le président de la République — qui souhaite une femme à ce poste — après les refus d'Anne Sinclair, Laure Adler et Christiane Taubira. Christophe Barbier considère qu'à la lumière de ce choix et de ces refus, « Audrey Azoulay incarne à son corps défendant l'épuisement de la gauche culturelle. [...] Quand le prince en est réduit à nommer ministre son conseiller, fût-ce une conseillère, c'est que le prince est bien seul, abandonné de tous, ou que son entourage est bien entreprenant, qui l'a coupé de tous… » Selon L'Obs, le « choix (d'Audrey Azoulay) est signé François Hollande, qui l'a fait contre l'avis de son Premier ministre », proche de Fleur Pellerin depuis le début du quinquennat,.
Elle est présentée dans les médias comme une proche de Julie Gayet, compagne de François Hollande,,. Celle-ci la mentionne, lors d'un entretien en 2013, dans la liste des « figures marquantes dans la construction de ses idées » et Pauline Delassus, biographe de Julie Gayet, indique qu'Audrey Azoulay la « connaît bien ». Paris Match indique en 2015 que Julie Gayet est une « grande amie d’Audrey Azoulay ». Audrey Azoulay parle quant à elle d'une simple « connaissance », « rencontrée professionnellement [lorsqu'elle travaillait] dans le secteur du cinéma ». Le Canard enchaîné avance que François Hollande l'a nommée ministre de la Culture pour « ne pas se couper durablement du petit monde de la Culture » et « offrir une compensation à Julie Gayet ». Sur Twitter, Frédéric Cuvillier, ancien ministre des Transports, « adresse toute [son] amitié à Fleur Pellerin si sincère et engagée mais pas assez proche des proches du Président »,. Les journalistes Maurice Szafran et Bruno Dive évoquent une « rumeur ». Ce dernier précise que Julie Gayet et Audrey Azoulay « se sont connues et beaucoup croisées lors des années CNC de la ministre, car l'actrice — qui est aussi productrice — a longtemps été impliquée dans toute sorte de syndicats professionnels et de commissions paritaires. Il est certain qu'Audrey Azoulay est plus proche de Julie Gayet que ne l'était Fleur Pellerin ». Le Figaro estime qu'« en tant que ministre des artistes, elle est désormais, qu'elle le veuille ou non, sous le regard de la compagne de François Hollande ». Elle est plus globalement perçue comme un atout pour retrouver le soutien du milieu culturel et artistique en vue d'une éventuelle candidature de François Hollande à l'élection présidentielle de 2017,, ; de son côté, elle dément avoir une telle mission.
Sa nomination est mal reçue en Algérie, notamment par Saïd Bouteflika, frère et conseiller spécial du président Abdelaziz Bouteflika. Plusieurs officiels algériens dénoncent une « marocanisation de la vie politique française ». Le Figaro relève peu après sa nomination qu'« il n'y a que la presse algérienne pour s'offusquer, aujourd'hui, de la « surprésence » de Franco-Marocains au gouvernement français », alors qu'Audrey Azoulay ne possède pas la nationalité marocaine.
Devenant ministre à la surprise générale dans la dernière partie de la présidence de François Hollande, alors que la campagne présidentielle occupe l'actualité et qu'elle manque de notoriété, elle doit surtout assurer la mise en œuvre de la politique de ses deux prédécesseurs Aurélie Filipetti et Fleur Pellerin. Pour Libération, « elle présente un profil à la croisée des deux ministres de la Culture du quinquennat, réputée plus familière des logiques du secteur que Pellerin, son ex-camarade de promo à l’ENA, et plus technicienne qu’Aurélie Filippetti, avec un tropisme pour le cinéma et les médias ». Des acteurs du milieu culturel craignent que sa nomination fragilise le projet de loi relatif à la liberté de la création, à l'architecture et au patrimoine, alors défendu par Fleur Pellerin et soumis à l'examen du Sénat.

##### Exercice de la fonction

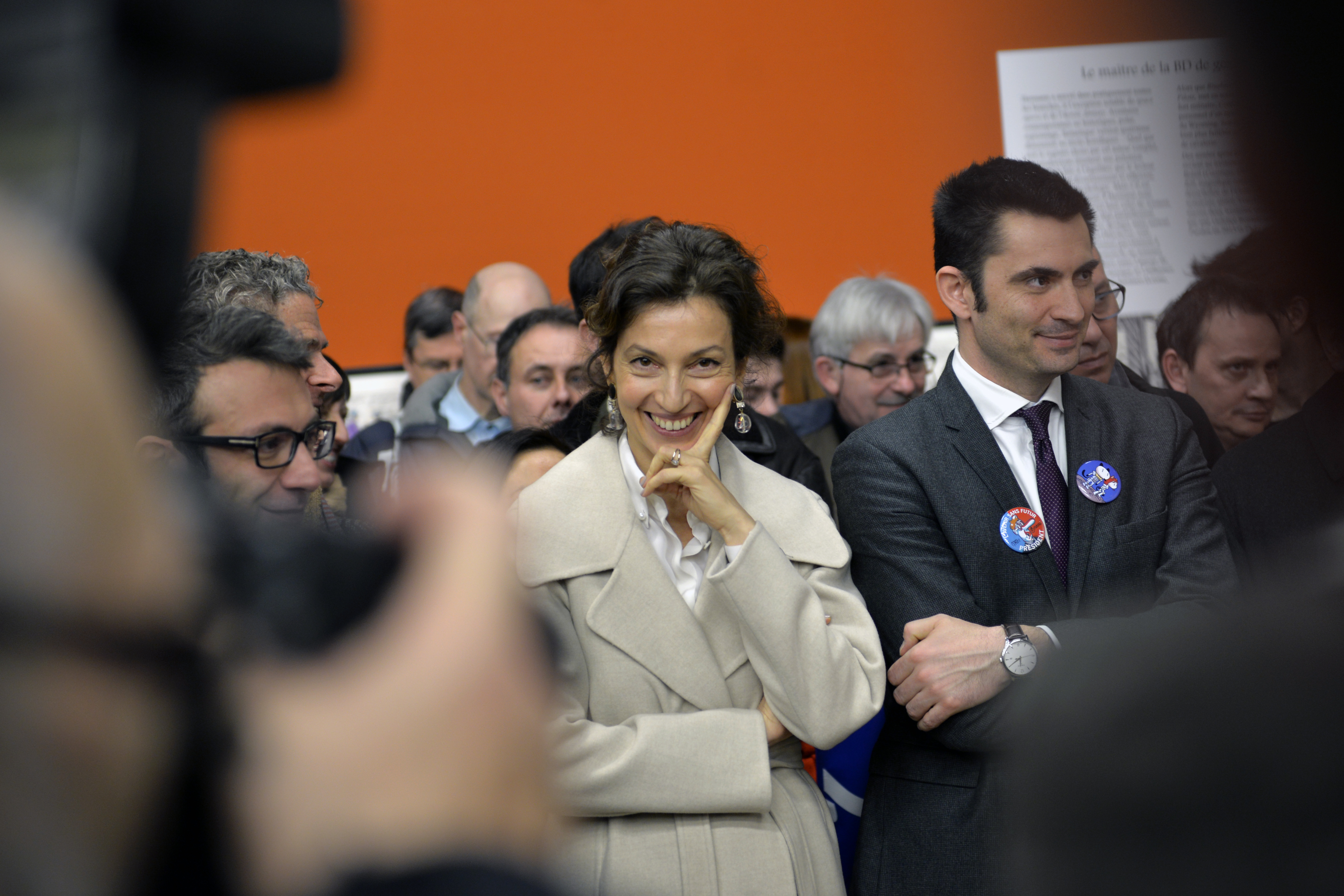
Audrey Azoulay au Festival d'Angoulême 2017.

Audrey Azoulay a pour priorité de faciliter et d'élargir l'accès à la culture, en particulier envers « la jeunesse et les territoires » avec une mesure comme l'ouverture des bibliothèques le dimanche,.
Elle revendique la continuité de l'action gouvernementale sous le quinquennat de François Hollande, prenant pour exemple le projet de loi relative à la liberté de la création, à l'architecture et au patrimoine (la loi est promulguée en juillet 2016) : « elle était dans le projet du candidat Hollande, elle a germé avec Aurélie Filippetti, elle a été défendue au Parlement par Fleur Pellerin, puis je l’ai reprise jusqu’à son adoption » en juin 2016 ; elle précise cependant avoir « tenu à ce qu’on y apporte deux modifications », l'une qui « réaffirme le rôle de l’État » sur le patrimoine, et l'autre qui rend « les quotas de chansons francophones plus contraignants » à la radio.
Elle souligne la « fierté » de la gauche « d'avoir inscrit dans le droit la liberté de création et la liberté de programmation. Ces deux principes énoncés par la loi de juillet 2016 semblent totalement acquis et l'on imagine mal comment ils pourraient être remis en cause ». Sa première intervention au Sénat, pour défendre ce projet de loi, est saluée par les sénateurs, notamment par la droite.
Peu après sa nomination, elle annonce une réforme des dispositions réglementaires relatives aux conditions d’interdiction des œuvres cinématographiques aux mineurs de moins de 18 ans alors que, d'après l'universitaire Robin Médard, « les récentes évolutions du cadre jurisprudentiel [avaient] accentué une approche restrictive des scènes litigieuses, alternant pour ce faire entre une lecture extensive et une lecture rigoriste de l’art. R211-12 du code du cinéma et de l'image animée ».
Elle signe un décret en février 2017 modifiant la réglementation qui interdisait automatiquement aux moins de 18 ans les films contenant des séquences de « sexe non simulé ». Tandis que « les associations de professionnels du cinéma l’ont accueilli […] avec satisfaction » d'après Emmanuel Pierrat, le décret est attaqué en justice par l'association intégriste Promouvoir, selon laquelle « Mme Azoulay veut officiellement du porno pour les mineurs ».
L'une de ses premières actions est également de « dénouer la crise des intermittents du spectacle, en faisant signer un accord satisfaisant les différentes parties, qu’elle avait contribué à préparer de l’Élysée ».
Dans la continuité de l'engagement de la directrice de l'Unesco Irina Bokova qui dénonce la destruction du patrimoine comme une tactique de guerre, Audrey Azoulay représente diplomatiquement la France au côté de l'Italie afin de défendre une résolution à l'Organisation des Nations unies (ONU) pour protéger le patrimoine culturel dans les conflits armés.
En juillet 2016, François Hollande annonce en sa présence que le budget de son ministère serait « prioritaire » et « sensiblement augmenté » pour au moins retrouver son niveau d'avant les coupes de 2013 et 2014.
À son départ en mai 2017, Audrey Azoulay souligne que le budget de la rue de Valois est « enfin repassé au-dessus du 1 % du budget de l'État, en 2017, après que les finances publiques qui avaient besoin d'être assainies l'eurent été ». Ce budget lui permet de soutenir les petits cirques en difficultés financières durant l’été 2016 et de renforcer le fonds d’urgence pour le spectacle vivant créé après les attentats du 13 novembre 2015.
Certains observateurs relèvent sa discrétion dans les médias. Jérôme Clément loue ses « très grandes qualités » mais déplore qu'elle soit « la troisième ministre de la Culture en moins de quatre ans », ce qui empêche selon lui de « définir et impulser une politique », ainsi que la dégradation financière du ministère et sa perte d'autonomie face à l'Union européenne, « même si la ministre défend avec conviction et efficacité la conception française du droit d'auteur ».
Christophe Barbier estime en février 2017 qu'« elle assure la continuité technocratique et n'offre aucune dimension supplémentaire au quinquennat. Notes, textes, discours, amendements… Tout est là, sauf l'élan. C'est un sans-faute et un sans-souffle. Demeure la consolation des chiffres avec cet ultime budget, en hausse, même si les députés socialistes rognent l'augmentation prévue de la redevance ».
Relevant que les ministres de la Culture ont, « depuis plusieurs années », « un poids politique limité », Joseph Confavreux et Aurore Gorius la considèrent comme un exemple, avec Frédéric Mitterrand et Jean-Jacques Aillagon, de la catégorie des « opérationnels du secteur de la culture » qui ont pris la tête du ministère. Hervé Bourges la présente comme « une belle personne qui a le sens de l'État et l'intelligence des situations ». Elle occupe sa fonction en étant « appréciée dans les milieux culturels » et « pour sa capacité de travail, disposant de solides réseaux politiques ».

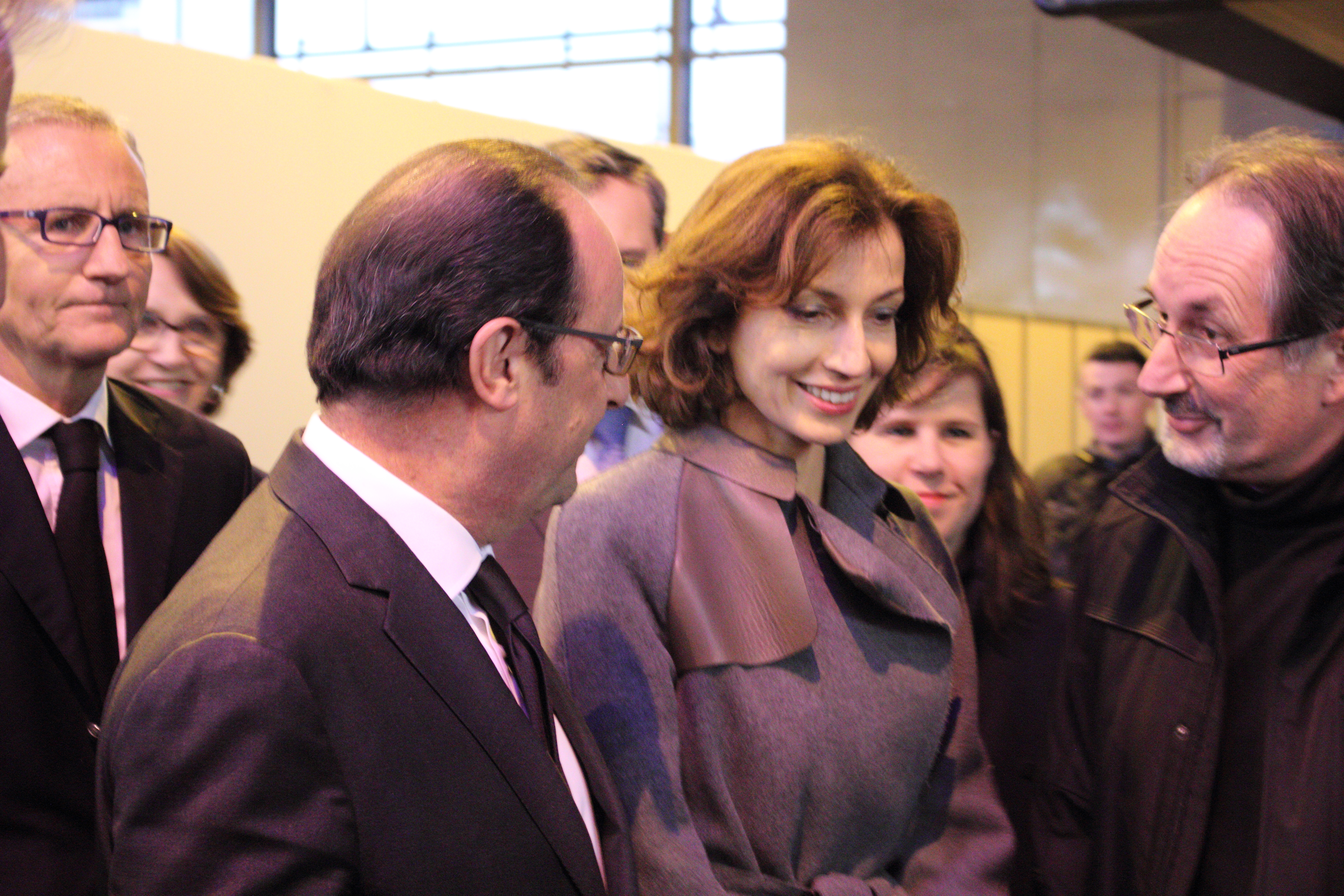
François Hollande et Audrey Azoulay en mars 2016.

Elle fait partie des derniers soutiens les plus fidèles à François Hollande au sein du gouvernement. Le Monde note qu'elle agit « souvent aux côtés du président de la République » et qu'elle « joue son rôle, fin novembre, pour rameuter 65 artistes (Catherine Deneuve, Benjamin Biolay, Juliette Binoche…) autour d’un texte titré « Stop au Hollande bashing ! ».
Elle soutient Manuel Valls lors de la primaire citoyenne de 2017 puis ne se prononce pas en vue du premier tour de l'élection présidentielle. En vue du second tour, elle appelle à voter pour Emmanuel Macron face à Marine Le Pen. Elle apporte son soutien à Myriam El Khomri (PS) dans la dix-huitième circonscription de Paris.
Françoise Nyssen succède à Audrey Azoulay au sein du gouvernement Édouard Philippe, alors que cette dernière était susceptible de conserver son poste selon certains observateurs,. France Culture voit dans la passation de pouvoir « la promesse de la continuité » entre deux femmes qui « se connaissent et se tutoient ».

### Directrice générale de l'Unesco (depuis 2017)

#### Candidature en 2017
À la fin de sa présidence, François Hollande propose la candidature d'Audrey Azoulay au poste de directrice générale de l'Unesco,. D'après Georges Malbrunot, « cette candidature de dernière minute suscite les plus grandes réserves de nombreux diplomates arabes à Paris », alors que quatre personnalités issues du monde arabe convoitent également le poste parmi huit candidats. La sénatrice Joëlle Garriaud-Maylam (LR), représentante du Sénat à la commission nationale française de l’Unesco, dénonce une « insulte aux pays arabes, qui n’ont jamais obtenu un tel poste à l’Unesco et envers lesquels des engagements moraux avaient été pris pour que ce poste revienne à un des leurs ». Elle déclare également qu'« il est en effet de tradition que le pays qui a le privilège d’héberger le site d’une institution internationale, n’en brigue pas pour lui-même le poste de président ou de directeur général ».
Audrey Azoulay répond que « dire que la candidature de la France est une insulte est en soi préoccupant, surtout quand on est un élu de la République », et souligne que la Chine, le Guatemala et l'Azerbaïdjan présentent eux aussi des candidats. Elle estime également que la candidature de la France est légitime pour sa capacité à faire de nouveau de l'UNESCO « un lieu de dialogue » et pour sa légitimité « sur la culture, l'éducation, les sciences ». Elle explique que sa candidature a été décidée « dans les derniers moments » face à la double absence d'« un candidat unique des pays arabes » et d'« une autre candidature européenne ». Elle la justifie par la « cohérence entre la mission à l’UNESCO et le travail que j’ai mené ici, rue de Valois, et d’autre part, mon histoire personnelle qui fait que j’ai des attaches profondes des deux côtés de la Méditerranée ».
Audrey Azoulay est, avec le candidat chinois Qian Tang (en) (en poste à l'Unesco depuis 1993 et depuis 2010 sous-directeur chargé de l’éducation au sein de l’organisation), la seule représentante des cinq membres permanents du Conseil de sécurité des Nations unies. Pour Le Temps, il s'agit d'« une spécificité importante vu le défi budgétaire que représente le retrait financier, depuis 2011, des États-Unis (contributeurs à hauteur de 22 %) pour protester contre l’admission de la Palestine, devenue membre à part entière de l’Unesco ».
Alors qu'Emmanuel Macron lui apporte son soutien à son tour après son élection comme président de la République, Jean-Yves Le Drian, nouveau ministre des Affaires étrangères, se voit remettre une pétition signée par une cinquantaine de grands noms de la culture arabe, appelant à « reconsidérer cette candidature ». Peu avant le vote à l'Unesco est diffusée une lettre adressée à Audrey Azoulay par Jack Lang, en date du 20 avril 2017, dans laquelle le président de l'Institut du monde arabe critique vivement la ministre de la Culture.
Pour Connaissance des arts, elle doit « sans doute » cette candidature à la fois « à son travail sur le patrimoine effectué pendant sa mandature » et à « ses liens avec le Maghreb puisqu’elle est la fille d'André Azoulay conseiller du roi du Maroc et qu’aucun candidat d’un pays arabe n’a jamais dirigé cette grande institution qu’est l’Unesco ».
Sa candidature bénéficierait du statut exceptionnel de la France dans le domaine de la culture, du bilan international de François Hollande et du fait que les pays d’Europe et d’Amérique seraient réticents à voter pour les candidats du Qatar et de la Chine dont « le modèle est peu démocratique »,.
Cependant, L'Obs relève qu'elle « est la cible d'une campagne contre sa candidature bien plus virulente que celles menées contre les candidats vietnamien ou chinois » et que « sa judéité [est] régulièrement mise en avant sous couvert de dénoncer une « maladresse supplémentaire de Hollande » ». En outre, le candidat du Qatar, Hamad ben Abdelaziz al-Kawari, a l'avantage d'avoir commencé sa campagne deux ans et demi avant le scrutin et de bénéficier d'un budget de campagne exceptionnel.

#### Élection
Alors que ses chances sont évaluées comme très minces quand elle lance sa candidature, elle parvient à la deuxième place au premier tour du scrutin, devant la candidate égyptienne Moushira Khattab et derrière le candidat qatarien Hamad ben Abdelaziz al-Kawari. Selon le quotidien Egypt Today, des parlementaires égyptiens demandent l'ouverture d'une enquête sur le lobbying financier fait par le Qatar, notamment auprès des pays africains.
Au quatrième tour du scrutin, les 58 membres du conseil exécutif ne désignent qu’un seul des deux finalistes, le Qatarien Hamad ben Abdelaziz al-Kawari, arrivé en tête avec 22 voix. Audrey Azoulay et Moushira Khattab arrivent ex æquo en seconde position avec 18 voix. Ces dernières sont départagées par un nouveau vote qui désigne Audrey Azoulay comme second candidat, et le ministre égyptien des Affaires étrangères appelle à voter pour elle.
Elle est élue à l’occasion d’un cinquième et dernier tour de vote des 58 membres du Conseil exécutif avec une majorité de 30 voix contre 28 pour le candidat qatarien Hamad ben Abdelaziz al-Kawari. Celui-ci a pâti de la division du monde arabe, exacerbée par la crise du Golfe. Audrey Azoulay devient la seconde femme élue à ce poste, après Irina Bokova à qui elle succède.
Le choix final est soumis à la conférence générale des 195 États membres le 10 novembre 2017, qui confirme son élection à la tête de l'institution. Elle est officiellement investie le 13 novembre 2017 au siège de l'organisation, à Paris.

#### Vision stratégique
Audrey Azoulay prend la tête d'une institution fragilisée par des difficultés économiques et diplomatiques. En effet, les États-Unis, suivis par Israël, ont annoncé, durant la procédure d'élection, leur retrait qui deviendra effectif à la fin de l’année 2018, les États-Unis gardant toutefois un statut d'observateur.
À ce sujet, Audrey Azoulay a souligné lors de son premier discours après son élection, « Dans un moment de crise, il faut plus que jamais s’impliquer, chercher à renforcer [l’Unesco], et non pas la quitter » ainsi que la première chose à laquelle elle s’attacherait serait de restaurer la crédibilité de l’organisation et la confiance des États membres.
Son projet de candidature propose d’axer les actions de l'Unesco sur « l'éducation comme ferment de développement et d’égalité entre les sexes » et plus particulièrement l’accès à l’éducation pour les filles et d’inscrire l’institution comme « un acteur de référence du développement durable ».
Le 10 avril 2018, Audrey Azoulay prononce son premier discours devant le Conseil exécutif de l'Unesco et y détaille sa vision pour l'organisation : ses priorités majeures sont l’Afrique, l’égalité des genres et l’éducation ; l’impact du développement du numérique est « considérable » et modifie « la question du patrimoine, […] de la diversité culturelle, de la diffusion des sciences » ; « il nous faut embrasser ces sujets de façon plus volontaire » ; la prévention de l’extrémisme violent est un investissement » qu’elle veut « renforcer », particulièrement en lançant un programme de prévention de l’extrémisme violent « à travers l’autonomisation des jeunes en Jordanie, en Libye, au Maroc et en Tunisie » et en publiant un guide à l’attention des communautés éducatives pour lutter contre l’antisémitisme.
Dans ce même discours, elle appelle à ce que l'Unesco assume un rôle « de conscience morale et d'instance normative » dans le domaine de la révolution numérique, soulignant que « l’Organisation est la seule enceinte qui permette à tous de s’exprimer [sur ce sujet] dans le cadre d’une conversation qui doit être mondiale ». Pour cela, elle propose que l'Organisation travaille à « une déclaration énonçant des principes et des recommandations en matière d’éthique de l’intelligence artificielle ».

#### Premier mandat

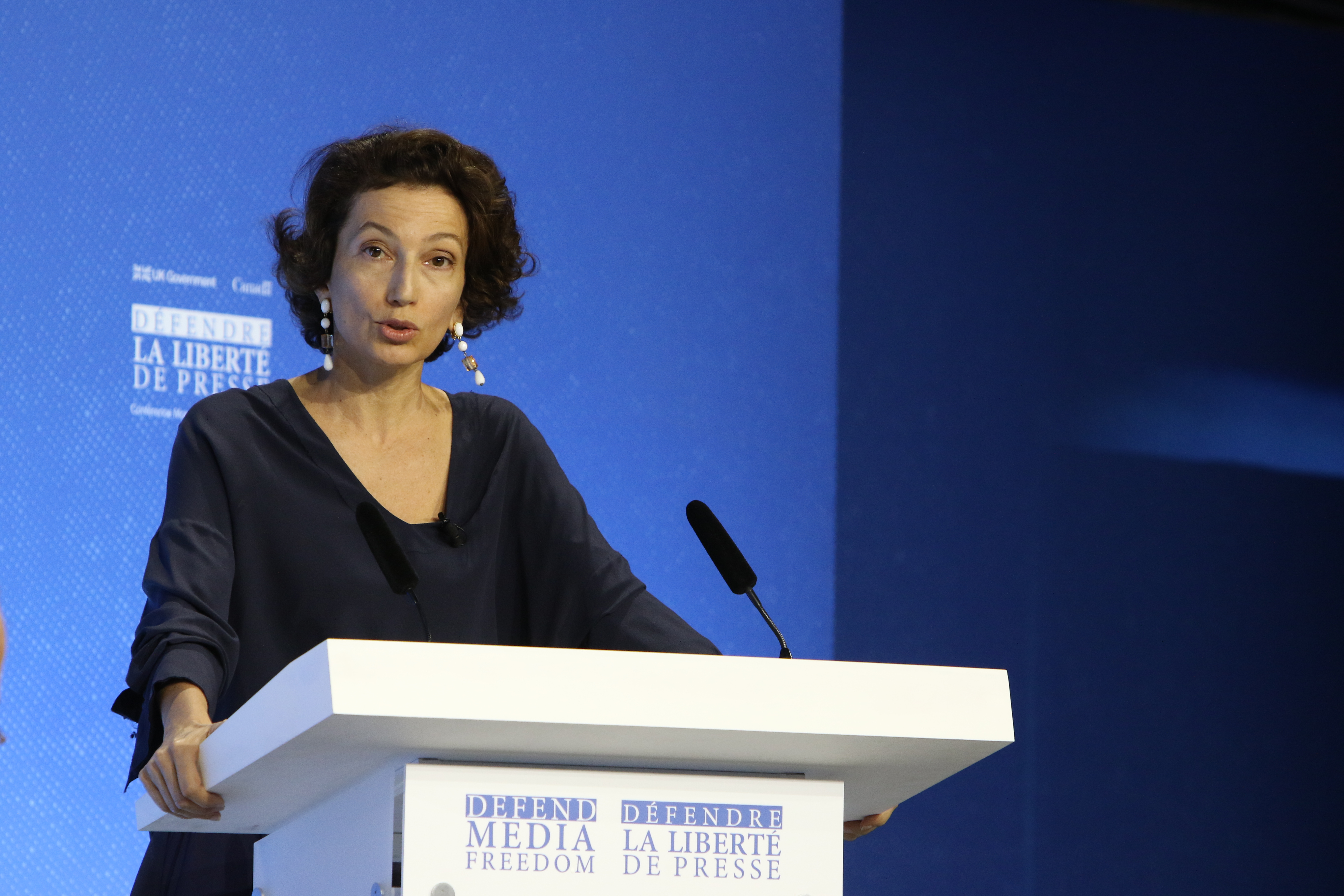
Audrey Azoulay en 2019.

Le Monde souligne qu'elle est parvenue, en 2018, à « déminer des dossiers cruciaux qui, depuis des années, cristallisaient les conflits au sein de l'Unesco » : elle parvient à faire adopter par consensus, y compris par le représentant israélien, six mois avant son départ de l'Unesco, et le représentant palestinien, un texte sur la préservation des murailles de la vieille ville de Jérusalem ; elle trouve également un accord entre le Japon et la Corée du Sud à propos de la tragédie des « femmes de réconfort » raflées par les Japonais pendant la Seconde Guerre mondiale, et obtient une présentation commune de la Corée du Nord et de la Corée du Sud pour l'inscription au Patrimoine immatériel de l'humanité de la lutte traditionnelle coréenne.
Reconstruction de la vieille ville de Mossoul
En février 2018, elle lance l'initiative Faire revivre l'esprit de Mossoul en vue de reconstruire le centre historique de la deuxième plus grande ville d'Irak détruit à la suite des bombardements de la coalition pour la libérer de son occupation par l'Etat Islamique. Pour mettre en œuvre ce projet, elle lève 50,4 millions de dollars auprès des Emirats arabes unis, 38,5 millions de dollars auprès de l'Union européenne et 16,6 millions auprès d'autres pays et de fonds. L’initiative, devant s’achever fin 2024, aura permis la reconstruction du couvent Notre-Dame de l’Heure, de la mosquée al-Nouri et du minaret al-Hadba, de l’église syriaque catholique al-Tahira, mais aussi la réhabilitation de 124 maisons historiques. Ces chantiers de l'Unesco ont généré plus de 6000 emplois locaux.
Ethique de l'intelligence artificielle
En février 2019, l'Unesco publie une Étude préliminaire sur l’Éthique de l’intelligence artificielle, première étape vers la création d'un cadre éthique mondial dans ce domaine tel que proposé par Audrey Azoulay au début de son mandat. En ouverture d'une conférence au siège de l'Unesco en mars 2019, la Directrice générale souligne que « la confiance dans ces innovations se gagnera au prix de cet effort collectif. Transparence, loyauté, élimination des biais , notamment de genre, responsabilité, inclusion, débat sur les règles imbriquées dans les algorithmes : autant de questions qui doivent être traitées ab initio et non pas après que les usages et les développements seront déjà là. »
Incendie de Notre-Dame de Paris
En avril 2019, à la suite de l'incendie de Notre-Dame de Paris, elle propose l'aide de l'Unesco pour « une expertise à très court terme sur l'évaluation de la structure, des matériaux ».
Augmentation du budget de l'Unesco
En novembre 2019, lors de la 40e conférence générale de l'ONU chargée de l'éducation, de la culture et des sciences, les 193 États membres entérinent par consensus et à l'unanimité une augmentation des contributions obligatoires des pays membres : Le Monde souligne qu'il s'agit de « la première depuis des années », « en plein marasme onusien », et en attribue le crédit à Audrey Azoulay, alors que l'Unesco « était, il y a encore deux ans, au bord de la banqueroute, fragilisée par le retrait, devenu effectif à la fin 2018, des États-Unis et d'Israël ».
Le Monde indique qu'elle a su trouver, outre le soutien des Européens et des Africains, des appuis au sein du monde arabe, notamment le Maroc et la Jordanie, alors qu'elle avait été élue en profitant de la division des pays arabes.
Action éducative pendant la pandémie de Covid-19
En mars 2020, alors que 87% de la population scolaire et étudiante mondiale est touchée par les fermetures d’établissements dues à la pandémie de Covid-19, Audrey Azoulay lance une  « Coalition mondiale pour l’éducation », appelant à « une action coordonnée et innovante pour débloquer des solutions qui ne soutiendront pas seulement les élèves et les enseignants maintenant, mais tout au long du processus de redressement ». Plus de 200 acteurs publics, associatifs et privés rejoignent cette initiative. L’Unesco conduit dans ce cadre plus de 230 projets dans 112 pays, au bénéficie de 400 millions d’élèves et 12 millions d’enseignants.
Initiative Li-Beirut
Trois semaines après la double-explosion dans le port de Beyrouth, le 4 août 2020, Audrey Azoulay se rend sur place et s’engage à ce que l’Unesco coordonne la réhabilitation des 280 institutions éducatives endommagées. L’Unesco mobilise près de 35 millions de dollars. La réhabilitation est entièrement achevée dix-huit mois plus tard,. L'Unesco vient aussi en aide au secteur culturel, notamment en réhabilitant le musée Sursock et en restaurant 12 bâtiments historiques et 17 tableaux endommagés par les explosions.

#### Réélection
Le 9 novembre 2021, elle est réélue à une très large majorité pour un second mandat à la tête de l'Unesco lors de la 41e session de la Conférence générale de l'Organisation réunie à Paris.
Selon France 24, « cette réélection semble notamment consacrer la stratégie de dépolitisation de l'institution qu'elle a voulue dès son élection ». Pour Le Monde, « sous sa houlette, les questions ultrasensibles du Proche-Orient, comme le patrimoine de Jérusalem, ont ainsi fait l’objet de négociations en amont pour éviter les écueils, quitte à les ajourner. Au point que les Etats-Unis et Israël, partis en accusant l’Unesco de biais anti-israélien, considéreraient leur retour ». D'autre part, « l'agence onusienne a multiplié les projets fédérateurs, comme la reconstruction de Mossoul (visitée par le pape lors de son voyage en Irak du 5 au 8 mars 2021), doublant quasiment son budget de fonctionnement grâce aux contributions volontaires (en hausse de 15% en 2020) », explique Le Figaro.
Un diplomate éthiopien cité par l'AFP résume : « Quand elle est arrivée, l’Unesco était mal en point. On peut dire de manière objective que l’organisation est en bien meilleur état ».

## Distinctions

### Décorations
- Commandeure de l'ordre des Arts et des Lettres : Nommée ministre de la Culture, Audrey Azoulay est ex officio promue — dès sa prise de fonction — au grade de commandeur dans l'ordre des Arts et des Lettres[110].
- Officière de l'Ordre de la Valeur du Cameroun (2022)[111]

### Titres
En 2000 à sa sortie de l'ENA, Audrey Azoulay est « nommée et titularisée dans le corps des administrateurs civils, en qualité d'administrateur civil de 2e classe », puis en 2003 « détachée au titre de la mobilité statutaire dans le corps des magistrats des chambres régionales des comptes en qualité de conseillère, affectée à la chambre régionale des comptes d'Ile-de-France » et « nommée conseillère du corps des magistrats des chambres régionales des comptes ». En 2004, elle est radiée du corps. En 2011, le Journal officiel lui donne toutefois le titre d'« administrateur civil hors classe ».

## Publications
- Audrey Azoulay, « Audrey Azoulay », dans Collectif, Qu'est-ce que la gauche ?, Fayard, 2017 (lire en ligne)